# Goparaju Ramachandra Rao
 (avril 2011).
Si vous disposez d'ouvrages ou d'articles de référence ou si vous connaissez des sites web de qualité traitant du thème abordé ici, merci de compléter l'article en donnant les références utiles à sa vérifiabilité et en les liant à la section « Notes et références ».
Goparaju Ramachandra Rao dit Gora est un athée indien, compagnon de Gandhi et fondateur du Centre athée, né en 1902, et décédé en 1975.

## Biographie
Il fut plusieurs fois emprisonné sous l'occupation anglaise pour ses activités patriotiques et aimait dire qu'il partageait toutes les idées du Mahatma (la « la grande âme ») Gandhi, excepté celles concernant la religion. Il montrait beaucoup d'intérêt pour le sort des hors-castes, des femmes seules et des prostituées. Il affirmait n'avoir aucune propriété personnelle et avait choisi la pauvreté, en résidant dans les quartiers d'intouchables. Issu d'une famille brahmane du Sud, il encourageait ses enfants à contracter des mariages avec des membres d'autres castes. Lui-même avait l'habitude d'offrir à ses convives des plats qui mêlaient de la viande de bœuf et de porc pour les forcer à abandonner leur végétarisme de type hindou, jaïn ou leur régime alimentaire de type islamique ou juif. Admirateur de Karl Marx, il militait parfois avec les communistes, tout en prônant une non-violence politique (et non l'ahimsâ que défendait le Mahatma Gandhi) et les méthodes de « démocratie sans partis », les partis étant coupables selon lui de ne défendre que leurs intérêts et d'aspirer toujours à l'hégémonie sur la société.
Gora pensait que la religion causait le malheur des Hommes. Il prônait un socialisme idéaliste, fait d'égalité et d'amour. Il rejetait par contre le matérialisme, qu'il définissait comme attachement aux choses matérielles. Il fit paraître en 1972 un livre dont le titre en anglais est Positive Atheism, plusieurs fois réédité, qui prônait l'initiative des individus et la responsabilité morale et considérait l'athéisme comme une notion positive. Dans les dernières années de sa vie, il entreprit un périple autour du monde. À Rome, il fleurit la statue de Giordano Bruno, brûlé par l'Inquisition catholique comme hérétique.

## Citations

### Extraits deL'Athéisme positif
- « À la différence des croyances en la providence divine et en l'existence de l'âme, les lois naturelles sont fondées sur des preuves concrètes. »
- « Bien que le mot athéisme ait une connotation négative, au fond son contenu est positif... En termes positifs, ce mot signifie la maîtrise de l'Homme sur son univers. »